# John R. Ryan

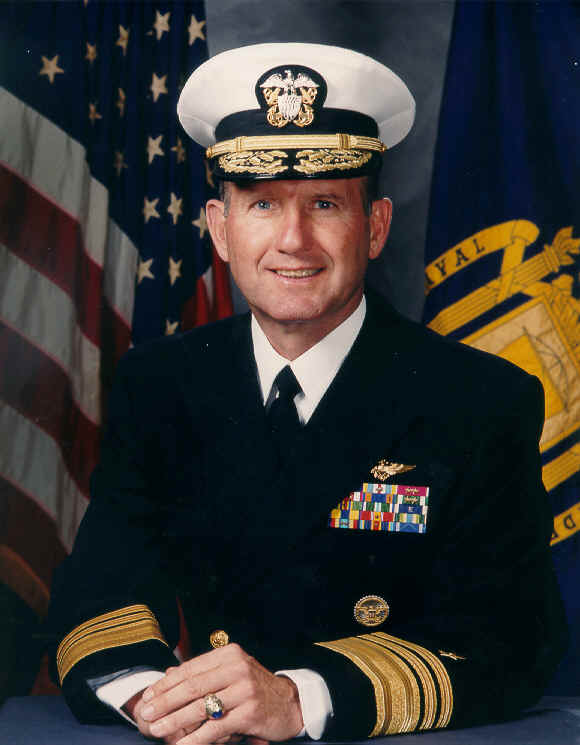
John R. Ryan

John R. Ryan (* 15. August 1945 in Harrisburg, Pennsylvania) ist ein pensionierter Vizeadmiral der United States Navy. Er war unter anderem Leiter (Superintendent) der United States Naval Academy (USNA).

## Leben
John Ryan absolvierte im Jahr 1967 die United States Naval Academy in Annapolis, Maryland. In der amerikanischen Marine durchlief er anschließend alle Offiziersränge bis zum Vizeadmiral. Im Lauf seiner militärischen Karriere absolvierte er verschiedene Kurse und Schulungen. Dazu gehörte unter anderem eine Ausbildung zum Marineflieger. Außerdem erhielt er akademische Grade von der George Washington University, der Harvard Kennedy School und der State University of New York.
In seinen frühen Jahren als Offizier der Marine war er unter anderem als Marineflieger oder Stabsoffizier tätig. Er kommandierte vor allem Flugeinheiten der Marine auf verschiedenen Ebenen. Dazu gehörten Staffeln und Geschwader in Asien, Europa und im Nahen Osten. Zwischenzeitlich war er Stabsoffizier beim Chief of Naval Operations und beim Verteidigungsministerium der Vereinigten Staaten.
Am 4. Juni 1998 übernahm John Ryan als Nachfolger von Charles R. Larson als Superintendent die Leitung der Marineakademie in Annapolis. Dieses Amt bekleidete er bis zum 7. Juni 2002, als Richard J. Naughton seine Nachfolge antrat. Anschließend schied er aus dem aktiven Militärdienst aus.
Nach seiner Pensionierung wurde er Leiter des State University of New York Maritime College. Diese Aufgabe erfüllte er zwischen 2002 und 2006. Gleichzeitig war er in den Jahren 2004 und 2005 kommissarischer Leiter der University of Albany. Danach war er bis 2007 als Nachfolger von Robert L. King Kanzler der State University of New York. In der Folge wurde er Präsident und Geschäftsführer des Center for Creative Leadership. Diese Aufgabe nahm er bis zum Januar 2022 wahr. Außerdem war er im Vorstand einer Kabelfernsehgesellschaft und bei der U.S. Naval Academy Foundation, deren Vorsitz er zwischenzeitlich innehatte.

## Orden und Auszeichnungen
John Ryan erhielt im Lauf seiner militärischen Laufbahn unter anderem folgende Auszeichnungen:
- Navy Distinguished Service Medal
- Defense Superior Service Medal
- Legion of Merit
- Navy Commendation Medal
- Meritorious Service Medal
- Air Medal